# Lubeník
Lubeník es un municipio del distrito de Revúca en la región de Banská Bystrica, Eslovaquia, con una población estimada a final del año 2024 de 1254 habitantes.
Se encuentra ubicado al este de la región, en la cuenca hidrográfica del río Sajó —un afluente derecho del río Tisza— y cerca de la frontera con la región de Košice.

## Demografía
| Año        | 1994 | 2004    | 2014   | 2024    |
| ---------- | ---- | ------- | ------ | ------- |
| Población  | 1244 | 1280    | 1312   | 1254    |
| Diferencia |      | +2,89 % | +2,5 % | −4,42 % |

| Año        | 2023 | 2024    |
| ---------- | ---- | ------- |
| Población  | 1265 | 1254    |
| Diferencia |      | −0,86 % |